# ROVOZ (Hoorn)

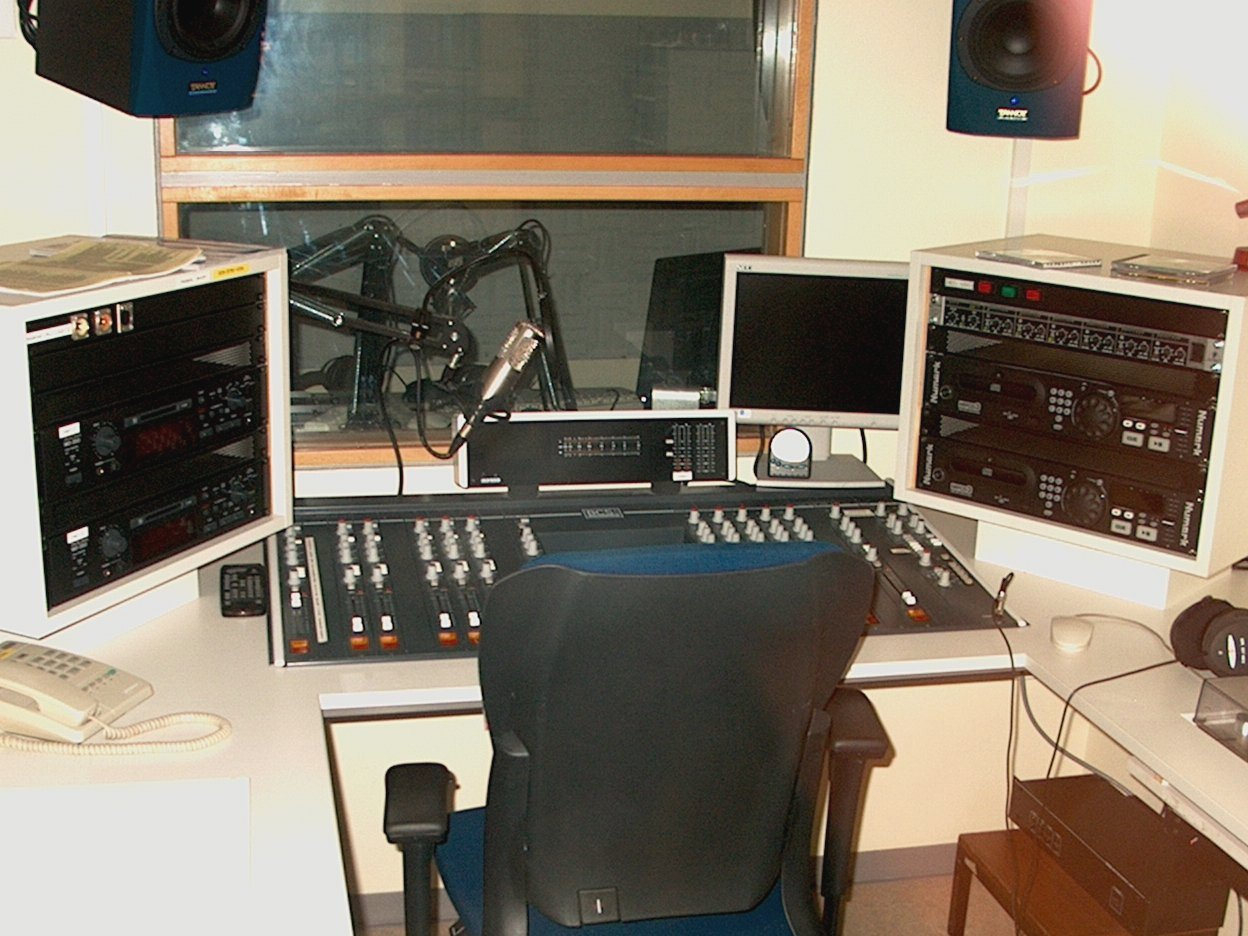
ROVOZ-studio, 2007

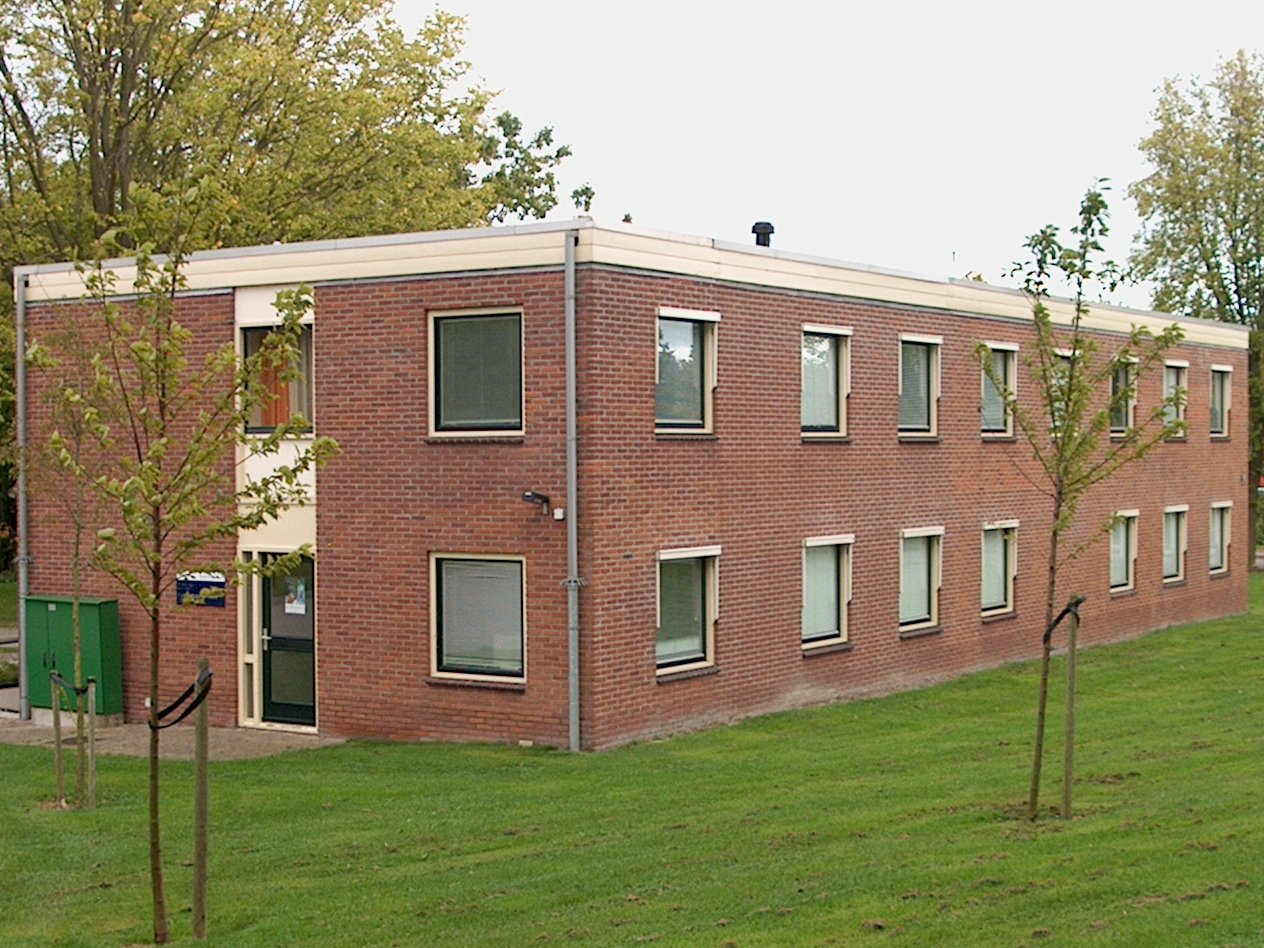
Voormalig zusterhuis Sint Jan, destijds in gebruik door de ROVOZ

ROVOZ is een ziekenomroep in Hoorn. De naam is een afkorting van Stichting Radio Omroep Voor Zieken.
De omroep werd opgericht in november 1966 door Paul Klomp Alberts en Magda Dingemans. De programma's werden in eerste instantie bij Dingemans thuis gemaakt, later in een tot studio omgebouwde dokterskamer in het Sint Jans Gasthuis – toen nog aan de Koepoortsweg – in Hoorn. Pas in 1971 kon een eigen studioruimte in gebruik worden genomen, met een geluiddichte spreekcel, vast opgestelde platenspelers en bandrecorders, en een zelfgebouwd mengpaneel. Via een huurlijn van de PTT werden de uitzendingen ook naar het Streekziekenhuis doorgegeven. Toen in 1975 een tweede lijn beschikbaar kwam, werd het mogelijk om ook vanuit dat ziekenhuis live-uitzendingen te gaan maken, toen nog met losse apparatuur. Later dat jaar werd in de Parkschouwburg een gala-avond georganiseerd met vele regionale artiesten, om fondsen te werven voor de uitbreiding en verbetering van de studioapparatuur.
In 1977 vond een wijziging van de statuten plaats, waarbij alle leden tevens bestuurslid werden. De bouw van twee mobiele studio's ten behoeve van live-uitzendingen vanuit beide ziekenhuizen werd in 1978 afgerond.
Om geld bijeen te brengen en de aandacht op de ROVOZ gevestigd te houden wordt in augustus 1980 een talentenjacht georganiseerd, weer in de Parkschouwburg; als afsluiting treedt Benny Neyman op. Met de opbrengst kon onder andere een echte reportagewagen worden aangeschaft: een rode Opel Blitz, tot dan toe eigendom van de West-Friese band Blue Stars.
In het begin van de jaren tachtig verhuisde de omroep naar de bovenverdieping van het zusterhuis van het Sint Jan, waar twee onafhankelijke studio's ingericht werden. Dit maakte het bijvoorbeeld mogelijk onafhankelijke programma's te verzorgen voor de beide ziekenhuizen. 
De ROVOZ werd goed beluisterd en had dagelijks (voornamelijk 's avonds) uitzending. In de ziekenhuizen konden de bezoekers van patiënten en de patiënten zélf middels een verzoekbriefje een plaat aanvragen. De aanvrager kon behalve de plaat ook een gelukwens doorgeven voor wie de plaat werd afgespeeld. 
Op de patiëntenavonden kwamen de enthousiaste vrijwilligers van de ROVOZ naar de patiënten toe. In het Sint Jan werd een zaal ingericht voor live-optredens. De patiënten kwamen op eigen gelegenheid of werden met bed en al van de kamers opgehaald. Bekende plaatselijke artiesten traden daar kosteloos op om het publiek een hart onder de riem te steken.
In de jaren tachtig werden nog bandrecorders en pick-ups gebruikt om de muziek mee af spelen. Hoofdzakelijk werd elk nieuw nummer uit de top 40 op een klein spoeltje gezet. En afgespeeld met een bandrecorder. De taakverdeling was heel helder: de technicus verzorgde de muziek en de techniek eromheen en in een aparte cabine zat de presentator of presentatrice om de platen aan elkaar te praten.
Vanaf 2007 werden de uitzendingen met moderne apparatuur verzorgd vanuit een kleine ruimte in de hal van het Westfriesgasthuis, dat ontstaan is uit een fusie tussen onder andere de beide genoemde ziekenhuizen.
ROVOZ was elke dag te beluisteren in het Westfriesgasthuis, en op vrijdagochtend van 9 tot 12 uur via de frequenties van Radio Hoorn. In mei 2014 zijn de uitzendingen die de Stichting ROVOZ vanuit het ziekenhuis verzorgde gestopt. Omdat patiënten steeds korter verbleven en er iPads beschikbaar werden gesteld, voldeed de radio niet meer aan de gestelde eisen van de tijd.